# Varanus scalaris
Espèce
Synonymes
- Varanus timorensis scalaris Mertens, 1941

Statut de conservation UICN

 LC  : Préoccupation mineure
Statut CITES
Varanus scalaris est une espèce de sauriens de la famille des Varanidae.

## Répartition
Cette espèce se rencontre :
- en Indonésie sur l'île du Timor ;
- dans le nord de l'Australie.

## Publications originales
- Mertens, 1941 : Zwei neue Warane des australischen Fauenengebietes. Senckenbergiana biologica, vol. 23, p. 266-272.